# Junk of the Heart (Happy)
Junk of the Heart (Happy) è un singolo del gruppo musicale britannico The Kooks, pubblicato il 6 novembre 2011 come secondo estratto dal terzo album in studio Junk of the Heart.
Sempre in formato digitale, è stata pubblicata anche la versione EP, con 4 tracce.

## Tracce
Singolo digitale
1. Junk of the Heart (Happy) – 3:08

EP digitale
1. Junk of the Heart (Happy) – 3:08
2. Pumped Up Kicks (BBC Live Version) – 3:22
3. Eskimo Kiss (Live Acoustic Version) – 3:33
4. Runaway (Live Acoustic Version) – 2:45

## Formazione
- Luke Pritchard – voce
- Hugh Harris – chitarra
- Peter Denton – basso
- Paul Garred – batteria